# Maxime de Margerie
Pour les autres membres de la famille, voir Famille Jacquin de Margerie.
Maxime de Margerie (né Antoine-François-Maxime Jacquin de Margerie le 19 janvier 1886 à Versailles et mort le 16 avril 1974 à Paris 7e) est un banquier français.

## Biographie
Issu de l'Inspection générale des finances, il entre au Crédit lyonnais dont il devient secrétaire général en 1929, puis directeur général adjoint en 1949.

## Sources
- Michel Margairaz, Dictionnaire historique des inspecteurs des Finances 1801-2009, 2014